# Маріупольська Інвестиційна Група
Керуюча компанія «Маріупольська Інвестиційна Група» (ТОВ «КК „МІГ“») (повна назва: Товариство з обмеженою відповідальністю "Керуюча компанія «Маріупольська Інвестиційна Група», англ. Management Company «Mariupol Investment Group», Limited liability company (MC «MIG», LLC) — керуюча компанія для активів, які надають послуги з перевалки та зберігання вантажів, логістичні та експедиторські послуги

## Діяльність
Маріупольська Інвестиційна Група – це група компаній транспортно-логістичного сектору на Сході України, яка займається зерновим бізнесом, наземною та морською логістикою.
Група займається управлінням морського терміналу в акваторії порту Маріуполь, який забезпечує оптимальну логістику для сільгоспвиробників Сходу України.
«КК «МІГ»» виконує функцію корпоративного і стратегічного управління цими активами через розробку та затвердження стратегії розвитку, ухвалення ключових інвестиційних рішень, призначення і затвердження кандидатів на позиції топ-менеджменту.
В компанії функціонує розвинена система корпоративного управління, яка будується на основі міжнародних стандартів корпоративного управління та ділової етики, вимог українського законодавства, принципів Кодексу корпоративного управління Групи.

## Історія
Компанія «Маріупольська Інвестиційна Група» була заснована в 2007 році, і за роки свого становлення трансформувалась в «Керуючу компанію «МІГ» та групу компаній, які знаходяться під її керівництвом.

## Активи
Активи
- ТОВ «Укртрансагро» — сучасний зерноперевалочний комплекс в українській акваторії Азовського моря.  Компанія надає послуги з перевалки, накопичення, зберігання і відвантаження на морські судна, а також експедирування та митне оформлення зернових і олійних культур[4]
- ТОВ «УТА Логістик» — спеціалізована логістична компанія, основним напрямком діяльності якої є перевезення різних видів зернових і олійних вантажів, а також продуктів їх переробки власним і найманим автотранспортом.
- ТОВ  «СвітАгроТрейд» - компанія, яка займається закупівлею та експортом зернових культур безпосередньо від виробника.
- ТОВ «Мартлет» - оператор, який проводить фумігацію вантажів на судах в морських портах України.
- ТОВ «Марітайм Логістікс» - компанія, яка надає комплексну послугу з керівництва морськими судами, а також послуги фрахтового брокерства та агентування.